# Миколаївка (Новоекономічний старостинський округ)
Микола́ївка — село Гродівської селищної громади Покровського району Донецької області, Україна. У селі мешкає 364 людей.

## Загальні відомості
Відстань до райцентру становить близько 15 км і проходить автошляхом Н32.

## Населення
За даними перепису 2001 року населення села становило 364 особи, з них 20,33 % зазначили рідною мову українську та 79,67 % — російську.